# Kabinett Egede II
Das Kabinett Egede II war die 26. Regierung Grönlands. Sie wurde ein Jahr nach der Parlamentswahl 2021 gebildet und ersetzte das nach der Wahl gebildete Kabinett Egede I. Im April 2025 wurde das Kabinett vom Kabinett Nielsen abgelöst.

## Entstehung und Bestehen
Vor und nach der Parlamentswahl 2021 gab es große inhaltliche Meinungsdifferenzen zwischen Inuit Ataqatigiit und der bisher regierenden Siumut, weshalb eine Koalition zwischen Inuit Ataqatigiit und Naleraq gebildet wurde. Knapp ein Jahr später gaben Inuit Ataqatigiit und Siumut plötzlich die Bildung einer neuen Koalition bekannt. Auch mit der Naleraq hatte es häufig Probleme und Uneinigkeiten in der Regierungszusammenarbeit gegeben. Es wurde bekanntgegeben, dass die Inuit Ataqatigiit sechs Ministerposten erhalten solle, die Siumut hingegen vier Ministerposten sowie den Parlamentsvorsitz. Die Bekanntgabe der Zusammensetzung der neuen Regierung und ihre Vereidigung fand am 5. April 2022 statt.
Am 30. Mai 2023 trat Peter Olsen im Zuge eines Misstrauensvotums freiwillig zurück, nachdem ihm vorgeworfen worden war, nicht genügend für die Einstellung grönländischsprachiger Journalisten bei Kalaallit Nunaata Radioa getan zu haben. Er hatte bereits im November 2022 ein Misstrauensvotum überstanden. Am 5. Juni 2023 wurden einige der Ministerien neu verteilt.
Am 22. September 2023 trat Mimi Karlsen zurück, um stattdessen das Amt als Parlamentspräsidentin zu übernehmen. Am selben Tag trat Karl Tobiassen freiwillig zurück, weil er die Verantwortung dafür übernahm, dass er nicht rechtzeitig ein neues Fischereigesetz präsentieren konnte. Am 25. September 2023 kam es deswegen zu einer großen Umbesetzung nahezu aller Ministerien, wobei Peter Olsen, Mimi Karlsen und Karl Tobiassen durch den bisherigen Parlamentspräsidenten Kim Kielsen, Agathe Fontain und Hans Peter Poulsen ersetzt wurden. Dazu wurde ein neues Ministerium für Selbstständigkeit gegründet.

## Kabinett
| Minister              | Partei                                                          | Partei            | Ministerium                                            | Anmerkung                  |
| --------------------- | --------------------------------------------------------------- | ----------------- | ------------------------------------------------------ | -------------------------- |
| Múte B. Egede         |                                                                 | Inuit Ataqatigiit | Regierungschef                                         |                            |
| Múte B. Egede         | Regierungschef und Bildung, Kultur, Sport und Kirche            | Inuit Ataqatigiit | vom 30. Mai bis zum 5. Juni 2023 (interim)             |                            |
| Múte B. Egede         | Regierungschef und Fischerei, Jagd und Gesundheit               | Inuit Ataqatigiit | vom 22. September bis zum 25. September 2023 (interim) |                            |
| Aqqaluaq B. Egede     |                                                                 | Inuit Ataqatigiit | Rohstoffe und Justiz                                   | bis zum 5. Juni 2023       |
| Aqqaluaq B. Egede     | Bildung, Kultur, Sport, Kirche, Kinder, Jugendliche und Familie | Inuit Ataqatigiit | vom 5. Juni bis zum 25. September 2023                 |                            |
| Aqqaluaq B. Egede     | Kinder und Jugendliche, Bildung, Kultur, Sport und Kirche       | Inuit Ataqatigiit | ab dem 25. September 2023                              |                            |
| Agathe Fontain        |                                                                 | Inuit Ataqatigiit | Gesundheit                                             | ab dem 25. September 2023  |
| Erik Jensen           |                                                                 | Siumut            | Wohnungswesen und Infrastruktur                        | bis zum 25. September 2023 |
| Erik Jensen           | Finanzen                                                        | Siumut            | ab dem 25. September 2023                              |                            |
| Mimi Karlsen          |                                                                 | Inuit Ataqatigiit | Kinder, Jugendliche, Familie und Gesundheit            | bis zum 5. Juni 2023       |
| Mimi Karlsen          | Gesundheit                                                      | Inuit Ataqatigiit | vom 5. Juni bis zum 22. September 2023                 |                            |
| Kim Kielsen           |                                                                 | Siumut            | Fischerei und Jagd                                     | ab dem 25. September 2023  |
| Kalistat Lund         |                                                                 | Inuit Ataqatigiit | Landwirtschaft, Selbstversorgung, Energie und Umwelt   |                            |
| Vivian Motzfeldt      |                                                                 | Siumut            | Äußeres, Erwerb und Handel                             | bis zum 25. September 2023 |
| Vivian Motzfeldt      | Selbstständigkeit und Äußeres                                   | Siumut            | ab dem 25. September 2023                              |                            |
| Naaja H. Nathanielsen |                                                                 | Inuit Ataqatigiit | Finanzen und Gleichberechtigung                        | bis zum 5. Juni 2023       |
| Naaja H. Nathanielsen | Finanzen, Gleichberechtigung, Rohstoffe und Justiz              | Inuit Ataqatigiit | vom 5. Juni bis zum 25. September 2023                 |                            |
| Naaja H. Nathanielsen | Erwerb, Handel, Rohstoffe, Justiz und Gleichberechtigung        | Inuit Ataqatigiit | ab dem 25. September 2023                              |                            |
| Peter Olsen           |                                                                 | Inuit Ataqatigiit | Bildung, Kultur, Sport und Kirche                      | bis zum 30. Mai 2023       |
| Hans Peter Poulsen    |                                                                 | Siumut            | Wohnungswesen und Infrastruktur                        | ab dem 25. September 2023  |
| Jess Svane            |                                                                 | Siumut            | Soziales, Inneres und Arbeitsmarkt                     | bis zum 25. September 2023 |
| Jess Svane            | Arbeitsmarkt, Familie, Soziales und Inneres                     | Siumut            | ab dem 25. September 2023                              |                            |
| Karl Tobiassen        |                                                                 | Siumut            | Fischerei und Jagd                                     | bis zum 22. September 2023 |